# Liste der Bodendenkmale in Bennewitz
In der Liste der Bodendenkmale in Bennewitz sind die Bodendenkmale der Gemeinde Bennewitz und ihrer Ortsteile nach dem Stand der Auflistung von Klaus Kroitzsch und Harald Quietzsch aus dem Jahr 1984 aufgelistet. Eventuelle Änderungen und Ergänzungen, insbesondere aus der Zeit nach der Wende, sind nicht berücksichtigt, da für Sachsen aktuell keine neueren allgemein zugänglichen Bodendenkmallisten vorliegen. Die Baudenkmale sind in der Liste der Kulturdenkmale in Bennewitz aufgeführt.
| Denkmal-ID | Fundart            | Ortsteil    | Bezeichnung                         | Zeitstellung    | Lage                                                                                    | Bemerkungen | Bild |
| ---------- | ------------------ | ----------- | ----------------------------------- | --------------- | --------------------------------------------------------------------------------------- | --- | ---- |
| ?          | Befestigung > Burg | Deuben      | vermutete Wehranlage „Alte Schanze“ | Slawenzeit      | südwestlich des Orts, Bereich des Geflügelhofs und nördlich davon                       | oberflächlich nicht erkennbar, Schutz seit 12. März 1935, erneuert 25. Januar 1958                                                                       |      |
| ?          | besonderer Stein   | Deuben      | Steinkreuz                          | Spätmittelalter | nordnordwestlicher Ortsteil, an der Straße nach Nepperwitz und Grubnitz                 | Schutz seit 4. Februar 1963 |      |
| ?          | Befestigung > Burg | Leulitz     | Wasserburg                          | Mittelalter     | südöstlich des Orts, Forstrevier Bennewitz Abteilung 48, Nordwestecke des Tiefen Teichs | Rechteckbühl mit doppelten Wällen, Graben zwischen den Wällen nur noch im Süden und Osten erkennbar, Schutz seit 23. Juli 1935, erneuert 25. Januar 1958 |      |
| ?          | Befestigung > Burg | Rothersdorf | Wehranlage                          | Slawenzeit      | südöstlicher Ortsrand, westlich des Altwassers der Mulde                                | 8 m langer Wallrest erhalten, Rest der Anlage durch einen Steinbruch zerstört, Schutz seit 1942, erneuert 25. Januar 1958                                |      |